# Parapiptadenia
Parapiptadenia Brenan, 1963 è un genere di piante angiosperme appartenente alla famiglia delle Fabaceae, diffuso in Sud America.

## Distribuzione e habitat
Il genere è segnalato in Argentina, Bolivia, Brasile, Paraguay e Uruguay.

## Tassonomia
IL genere comprende le seguenti specie:
- Parapiptadenia blanchetii (Benth.) Vaz & M.P.Lima
- Parapiptadenia excelsa (Griseb.) Burkart
- Parapiptadenia ilheusana G.P.Lewis
- Parapiptadenia pterosperma (Benth.) Brenan
- Parapiptadenia rigida (Benth.) Brenan
- Parapiptadenia zehntneri (Harms) M.P.Lima & H.C.Lima